# Sherlock Holmes và bác sĩ Watson: Vụ ám sát huân tước Waterbrook
Sherlock Holmes và bác sĩ Watson: Vụ ám sát huân tước Waterbrook (tiếng Nga: Шерлок Холмс и доктор Ватсон: Убийство лорда Уотербрука) là một phim hoạt họa khôi hài do Aleksandr Bubnov đạo diễn, xuất bản ngày 24 tháng 06 năm 2006 tại Moskva.

## Lịch sử
Truyện phim dài 18 phút 33 giây khắc họa cuộc phiêu lưu dí dỏm của nhà thám tử tài ba Sherlock Holmes cùng người cộng sự thân thiết là bác sĩ Watson nhằm khám phá vụ mưu sát huân tước Waterbrook.

## Nội dung
Một buổi sáng yên ả, trong lúc Sherlock Holmes và bác sĩ Watson đang thưởng thức bữa lót dạ tuyệt ngon do bà Hudson dọn, tình cờ một viên đạn từ ngoài phi qua cửa sổ và trúng đầu Holmes. Từ đây, bằng lối suy luận hợp lí, bộ đôi bắt đầu lần ra những khuất tất trong vụ mưu sát ông hàng xóm là huân tước Waterbrook.

## Kĩ thuật
Phim được dàn dựng bằng công nghệ 3D giả cẳt giấy.

### Sản xuất
- Tuyển lựa: Yelena Gabets
- Hòa âm: Vladimir Golounin, Andrey Korinsky, L. Magergut, Tuyara Tikhonova, Yevgeny Zhebchuk

### Diễn xuất
- Aleksey Kolgan thủ vai: Người dẫn truyện, Sherlock Holmes, bác sĩ Watson, thanh tra Lestrade, Sir Waterbrook, đầu bếp Tàu, cảnh sát, lão quản gia.
- Lyudmila Ilyina thủ vai: Bà Hudson, huân tước phu nhân Waterbrook.